# Кокова Тамара Акашівна
Кокова Тамара Акашівна — радянська російська актриса. Заслужена артистка РРФСР (1971).
Народ. 15 березня 1934 р. Закінчила Державний інститут театрального мистецтва (1958). Працювала у Театрі-студії кіноактора.
Удостоєна Призу Всесоюзного кінофестивалю за виконання головної жіночої ролі у фільмі «Фатіма» (1958).
Знялась в українському фільмі режисера Є. Іванова-Баркова «Шарф коханої» (1955, Мар'ям).